# Pianoconcert nr. 2 (Bowen)
York Bowen componeerde zijn pianoconcert nr. 2 "Concertstück" in d mineur, opus 17 in 1905. Hij was toen nauwelijks 21 jaar oud.
Dat Bowen nog jeugdig was en zelf een virtuoos op/aan de piano is goed hoorbaar aan dit concert. Het is vrolijk, onbekommerd en de vingersnelheid is groot (veel toonladder- en chromatische loopjes); de stijl is zonder meer romantisch. Het concert begint met een soort fanfare als aankondiging van het concert en meteen dient zich een concert a la Sergej Rachmaninov aan.

Dezelfde frisheid, die voor dit concert zo kenmerkend is, zorgt er ook voor dat het allemaal wat anoniem blijft. Toch waren uitvoerenden in het begin verzot op dit pianoconcert.
Frederic Cowen, ook zelf componist, dirigeerde de eerste uitvoering met als solist Bowen zelf. Het werk stond toen bekend als Concerto in d mineur en majeur; in de partituur is ook nog Concertstuk (Concertstück) genoteerd, hetgeen de latere bijnaam van dit concert werd. Ook in april 1907 speelde Bowen het stuk, maar nu met Dan Godfrey als dirigent van de toenmalige versie van het Bournemouth Symphony Orchestra. Godfrey heeft het werk ook nog met andere pianisten uitgevoerd.. Bowen zelf speelde het tijdens de Proms van 17 augustus 1921 onder leiding van Sir Henry Wood in Queen's Hall, maar vanaf 1926 raakte het concert in de vergetelheid. Andere modernere muziek, die de interesse opwekte diende zich aan.

## Delen
Alhoewel er sprake is van een pianoconcert in een deel, zijn er wel secties aan te wijzen:
- Moderato – Allegro deciso – Meno mosso – Allegro con spirito;
- Lento espressivo – Maestoso e appassionato;
- allegro – Allegro assai, Allegro deciso – Allegro assai.

Bowens voorliefde voor de piano blijkt uit de sprankelende solopartij en uit de cadenza. Zijn tweede liefde, de altviool, is ook nadrukkelijk aanwezig als aankondiger van het tweede thema in deel 1, en een begeleiding van de solist in deel 2.

## Bron en discografie
- Uitgave Dutton Epoch: Michael Dussek (piano) met het BBC Symphony Orchestra o.l.v. Vernon Handley, een specialist in Britse muziek.